# 표본 분포
표본 분포(sampling distribution 또는 finite-sample distribution) 또는 표집분포는 크기 n의 확률 표본(random sample)의 확률 변수(random variable)의 분포(distribution)이다. 하나의 표본으로부터 계산된 통계량(statistic)은 여러가지가 있을 수 있으나 평균을 가장 많이 사용하므로 아래에서 평균을 사용한 표본 분포를 대표적으로 기술한다.

## 표본 평균의 분포
모집단에서 임의로 추출된 표본의 평균을 표본 평균이라고 하며 표본 평균도 그 값이 변하는 확률 변수인데 그 확률 분포를 표본 평균의 분포라고한다. 이 확률 분포로부터 표본 평균({\displaystyle {\bar {X}}})들 간의 평균과 분산도 구할 수 있다. 이 분포에 대해 일반적으로 다음과 같은 사실이 알려지고 있다.
정규 분포 {\displaystyle {\mathcal {N}}(\mu ,\sigma ^{2})}를 하는 모집단으로부터의 크기 {\displaystyle n}인 임의표본의 평균 {\displaystyle {\bar {X}}}의 분포에 대하여
- [1] {\displaystyle \operatorname {E} ({\bar {X}})=\mu }, {\displaystyle V({\bar {X}})={\frac {\sigma ^{2}}{n}}}
- [2] {\displaystyle {\bar {X}}}의 분포는 {\displaystyle {\bar {X}}\sim {\mathcal {N}}{\Big (}\mu ,\,{\frac {\sigma ^{2}}{n}}{\Big )}}이다.
- [3] 모집단이 정규분포하지 않아도 {\displaystyle n}이 충분히 크면 위의 사실이 근사적으로 성립한다.

이것이 중심 극한 정리의 주요한 부분이며 이 정리에 의하면 모집단이 정규 분포를 따르지 않아도 이 분포는 정규 분포를 따른다. 이 것을 이용해 통계적 추론을 하게 된다. 표준 오차는 이 분포의 표준 편차이다.
이항 분포의 경우는
{\displaystyle {\mathrm {B} (n,p)}}는 {\displaystyle n}이 충분히 커질 때(보통 {\displaystyle np>5,nq>5}일 때), {\displaystyle {{\mathcal {N}}(np,npq)}}로 근사할 수 있다.

## 표집분포
특히 표집 분포(sampling distribution)은  연구 대상이 되는 모집단에서 다중 복수의 표본들을 추출한 자료들을 통해서 통계적 가설을 검증할 때 필요한 분포이다.
따라서 모집단으로부터의 충분한 여러 표집(sampling)에서 얻게되는 표본들의 표본평균들은 표집분포를 갖게되고 이 표집분포는 모집단의 분포에 수렴한다.
이러한 중심극한정리(cetral limit theorem)에서 표집분포의 평균값({\displaystyle \mu _{\overline {X}}})은 모집단의 평균값({\displaystyle \mu })에 근사하게 된다.
{\displaystyle \mu _{\overline {X}}=\mu }

### 표준오차
{\displaystyle {\sqrt {\sigma _{\overline {X}}^{2}}}={\sqrt {{\sigma ^{2}} \over {n}}}={{\sigma } \over {\sqrt {n}}}={\sigma _{\overline {X}}}}
표집오차(sampling error)는 모집단의 표준편차에 근사한다.

## 같이 보기
- Z 테스트
- Z 테이블
- T 테스트
- T 테이블